# Las Pilas, Morelos
Las Pilas är en ort i Mexiko.   Den ligger i kommunen Morelos och delstaten Zacatecas, i den centrala delen av landet, 500 km nordväst om huvudstaden Mexico City. Las Pilas ligger 2 338 meter över havet och antalet invånare är 1 129.
Terrängen runt Las Pilas är platt åt nordväst, men åt sydost är den kuperad. Runt Las Pilas är det tätbefolkat, med 286 invånare per kvadratkilometer. Närmaste större samhälle är Zacatecas, 8,6 km söder om Las Pilas. Omgivningarna runt Las Pilas är i huvudsak ett öppet busklandskap.